# دنیل اگر
دنیل اگر (زادهٔ ۱۲ دسامبر ۱۹۸۴) بازیکن فوتبال اهل کشور دانمارک است.
وی برای تیم ملی دانمارک ۷۵ بازی انجام داده و ۱۲ گل به ثمر رسانده‌است. پست تخصصی این بازیکن نیز، دفاع است.

## دوران حرفه‌ای

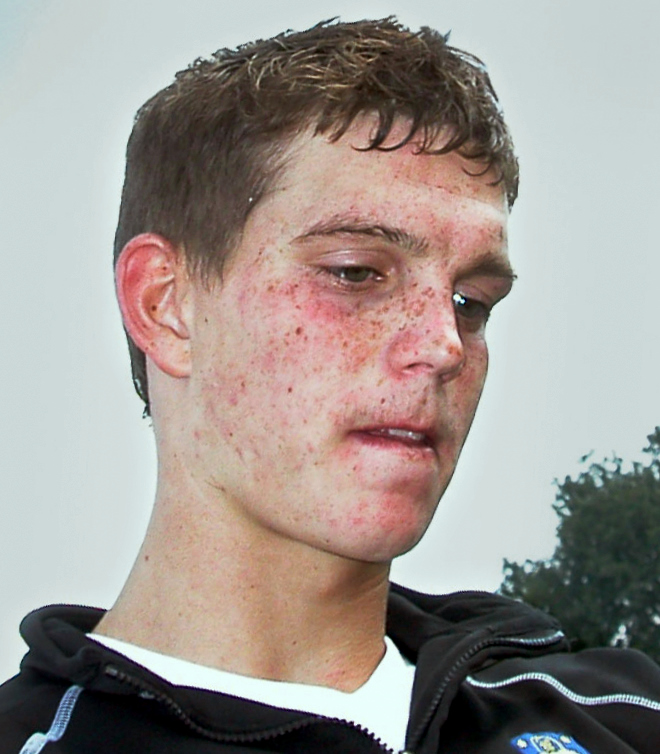
دانیل آگر در حین تمرین در بروندبی 27-08-2005. عکس: راسموس ریمان.

### بروندبی
شروع زندگی حرفه‌ای دنیل را می‌توان به سال ۲۰۰۴ دانست زمانی که برای ترکیب اصلی بروندبای در کنار بازیکن مورد علاقش و کاپیتان تیم پر نیلسن به سرعت تبدیل به یک مدافع درجه یک تبدیل شد، جایی که همه او را سرشار از نبوغ و ابتکارات فوتبالی می‌دانستند.
دسامبر سال ۲۰۰۴ او موفق به دریافت جایزه Spillerforeningen شد جایزه‌ای که می‌توان با جایزه PFA لیگ برتر انگلیس برابری کند اگر سال ۲۰۰۵ نیز با همین جایزه خود را به به عنوان استعداد و پدیدهٔ فوتبالی به جهانیان معرفی کرد.
پایان فصل ۲۰۰۵ با قهرمانی لیگ و سوپر لیگ تیم بروندبای همراه بود اینها نخستین افتخارات تیمی دانیل محسوب می‌شدند.

### لیورپول
دانیل اگر مدافع مرکزی ژانویه ۲۰۰۶ با قراردادی تقریباً ۵ میلیون پوندی از بروندبای راهی لیورپول شد. مدافع ملی پوش دانمارکی بخش جدایی ناپذیر ترکیب ابتدایی لیورپول محسوب می‌شود او علاوه بر نفوذ ناپذیری در خط دفاع بازی ساز مطمئنی نیز محسوب می‌شود.
حرکت به لیگ خارجی اجتناب ناپذیر بود او برای مقصد بعدی خود شمال انگلیس را انتخاب کرده بود. ژانویه سال ۲۰۰۶ رکورد نقل انتقالات برای یک بازیکن دانمارکی شکسته شد لیورپول با ۵ میلیون پوند او را به خدمت گرفت. اولین بازی او برای لیورپول ۱ فوریه در مقابل بیرمنگام بود، هرچند مصدومیت بیشتر عمر ورزشی او در حاشیه سپری کرد. فصل ۰۷–۲۰۰۶ برای دنیل شروع شد و او در ماه سپتامبر جایزه PFA لیگ برتر جزیره را از آن خود کرد. گل ۳۵ یاردی او مقابل وستهام بهترین گل سایت رسمی لیورپول به عنوان گل فصل انتخاب شد.
از برجسته‌ترین خاطره‌های کوپ از دنیل مربوط ارائه کیفیت دفاعی فوق‌العاده در بازی‌های لیگ قهرمانان مربوط می‌شود، بازی مقابل چلسی دانیل بهترین کیفیت و توانایی‌های بی نظیر دفاعی خود را به نمایش گذاشت، این دیدار و این تقابل از یاد دیدیه دروگبا فراموش نخواهد شد. گل بی نظیر دانیل مقابل چلسی و نمایش ۹۰ دقیقه‌ای در فینال سال ۲۰۰۷ لیگ قهرمانان نیز خاطراتی خواهند بود که دانیل و کوپ هرگز نمی‌تواند آن‌ها را فراموش کند.
مدافعی که به سرعت به بازیکن محبوب هواداران لیورپول تبدیل شد در مواقعی که تیم از جناح چپ به مشکل می‌خورد در آن قسمت مستقر می‌شد چرا که او توانایی بازی با هر دو پای خود را داشت و این امتیاز بود که از او بازیسازی با پاسهای بلند و مدافعی غیرقابل نفوذ و شجاع ساخته بود.
اگر او از دید کارشناسان به عنوان بهترین بازیکن و ورزشکار سال دانمارک انتخاب شد.
مصدومیت‌های جزئی که اغلبا در طول فصل و داخل زمین فوتبال پیش می‌آمد به نوعی باعث شد مارتین اسکرتل جایگزین او معرفی شود. با این حال محبوبیت او در بین هواداران و تأثیر گذاری وصف ناپذیر او در بازی‌های که مصدومیت به او اجازه حضور می‌داد سران باشگاه را بر آن داشت با او قراداد جدیدی امضا کنند، مدت این قرارداد تا سال ۲۰۱۴ اعتبار داشت.
اگر کاپیتان دوم باشگاه لیورپول است و یکی از بازیکنانی است که به شدت مورد علاقه هواداران این باشگاه قرار دارد.

## تیم ملی
اولین بازی ملی دانیل مربوط به سال ۲۰۰۵ در یک بازی دوستانه مقابل فنلاند بود، بعد از چند ماه او مسئول حفظ وین رونی مقابل انگلستان بود. اولین گل ملی او مقابل گرجستان در مقدماتی جام جهانی به ثمر رسید. مهرهٔ اصلی و نامی تیم ملی دانمارک در جام جهانی آفریقای جنوبی علی‌رغم نمایش خوب تیمی مجبور به وداع با این تورنمنت در دور گروهی شدند. دانیل در مقابل کامرون به عنوان بهترین بازیکن زمین انتخاب شد. دانیل هم‌اکنون به یکی از مهم‌ترین ارکان دفاعی دانمارک تبدیل شده‌است.